# Лоскутівка (станція)
Лоскуті́вка — вантажно-пасажирська залізнична станція Лиманської дирекції Донецької залізниці.
Розташована у селищі Лоскутівка, Сіверськодонецький район, Луганської області на лінії Сватове — Попасна між станціями Венгерівка (9 км) та Вовчоярська (11 км).
Не зважаючи на військову агресію Росії на сході Україні, транспортне сполучення не припинене, щодоби п'ять пар приміських поїздів здійснюють перевезення за маршрутом Сватове — Попасна.